# Styrtom
Styrtom (tysk: Störtum) er en bebyggelse i Sønderjylland, beliggende over for Enstedværket 3 km nord for Stubbæk og 3 km syd for Aabenraas centrum langs den gamle hovedvej til Flensborg. Bebyggelsen hører til Aabenraa Kommune og ligger i Region Syddanmark.
Styrtom hører til Ensted Sogn. Ensted Kirke ligger 5 km sydvest for Styrtom.

## Talemåde
En dansk pendant til den klassiske talemåde Se Neapel og dø lyder: Kom til Aabenraa og Styrtom. Det morsomme byskilt er flere gange blevet stjålet.

## Faciliteter
Sølyst Kro er over 150 år gammel. Der er indrettet værelser i den gamle kørestald og en nyopført hotelfløj.

## Historie
Styrtom ernærede sig tidligere ved fiskeri.

### Aabenraa Amts Jernbaner
Styrtom havde trinbræt (tysk: Haltepunkt) på Aabenraa Amts Jernbaners linje Aabenraa-Gråsten 1899-1926. Trinbrættet lå ved Styrtom Skovvej. Sydøst for den er et lille stykke af banens tracé bevaret som adgangsvej til en stor transformatorstation.